# Miranova Place
Miranova Place es un complejo de oficinas y condominios en la ciudad de Columbus, la capital del estado de Ohio (Estados Unidos). El complejo se completó en 2001. Consiste en Miranova Condominiums y Miranova Corporate Tower, ubicados en 1 y 2 Miranova Place respectivamente. La torre Corporativa Miranova es 48 m de altura y tiene 12 pisos, mientras que Condominios Miranova tiene 96 m de altura y tiene 26 pisos, lo que lo convierte en uno de los edificios residenciales más altos de Ohio. Los edificios fueron diseñados por el estudio de arquitectura Arquitectonica y construidos en el estilo arquitectónico moderno. Casi todas las ventanas de los Condominios Miranova miran hacia el norte, con el río Scioto en un costado. Este es el edificio más alto completado en Columbus desde 2000.